# Long (släkt)
Long är en släkt som spelat en stor roll i Lousianas moderna politiska historia.
1. George S. Long (1883–1958), ledamot av Oklahomas lagstiftande församling 1920, kongressledamot från Louisiana 1953–1958. Bror till Huey och Earl Long.
2. Huey Long (1893–1935), Louisianas guvernör 1928–1932, senator från Louisiana 1932–1935. Bror till George S. och Earl Long.
  1. Rose McConnell Long (1892–1970), senator från Louisiana 1936–1937. Huey Longs änka.
    1. Russell B. Long (1918–2003), senator från Louisiana 1948–1987. Son till Huey Long och Rose McConnell Long.
3. Earl Long (1895–1960), Louisianas viceguvernör 1936–1939, guvernör 1939–1940, 1948–1952, och 1956–1960. Bror till George S. och Huey Long.
  1. Blanche Long (1902–1998), delegat till de demokratiska partikonventen 1956 och 1960, medlem av demokratiska partistyrelsen 1956-1963. Hustru till och änka efter Earl Long.
4. Gillis William Long (1923–1985), kongressledamot från Louisiana 1963–1965 och 1973–1985. George S., Hueys och Earl Longs kusin.
  1. Catherine Small Long (född 1924), kongressledamot från Louisiana 1985–1987. Gillis Longs änka.
5. Speedy Long (1928–2006), delstatssenator i Louisiana 1956–1964, kongressledamot från Louisiana 1965–1973. George S., Hueys och Earl Longs kusin.
6. Jimmy Long (född 1931), ledamot av Louisianas lagstiftande församling 1968–2000. Bror till Gerald Long. George S., Hueys och Earl Longs fyrmänning.
7. Gerald Long (född 1944), delstatssenator i Louisiana 2008-2011. Bror till Jimmy Long. George S., Hueys och Earl Longs fyrmänning.